# Schweiz i olympiska vinterspelen 1932
Schweiz deltog i olympiska vinterspelen 1932. Schweiz trupp bestod av 7 män.

## Medaljer

### Silver
- Bob
  - Två-manna: Reto Capadrutt och Oscar Geier

## Resultat

### Backhoppning
- Individuell herrar
  - Fritz Kaufmann – 6
  - Cesare Chiogna – 9
  - Fritz Steuri – 18

### Bob
- Två-manna
  - Reto Capadrutt och Oscar Geier – 2

- Fyra-manna
  - Reto Capadrutt, Hans Eisenhut, Charles Jenny och Oscar Geier – 4

### Nordisk kombination
- Individuell
  - Cesare Chiogna – 22
  - Fritz Kaufmann – 23
  - Fritz Steuri – 26